# Lulu Wang
Lulu Wang (Beijing, 25 de fevereiro de 1983) é uma cineasta, roteirista e produtora cinematográfica chinesa.

## Filmografia
| Ano  | Filme            | Funções                          | Notas                     |
| ---- | ---------------- | -------------------------------- | ------------------------- |
| 2005 | Pisces           | Diretora, Produtora e Roteirista | Curta                     |
| 2006 | Fishing The Gulf | Diretora                         | Curta Documental          |
| 2007 | Can-Can          | Diretora, Produtora e Roteirista | Curta                     |
| 2014 | Póstumo          | Diretora e Roteirista            | Longa-metragem de estreia |
| 2015 | Touch            | Diretora e Roteirista            | Curta                     |
| 2019 | A Despedida      | Diretora, Produtora e Roteirista | Longa-metragem            |